# Гарц (город, Мекленбург-Передняя Померания)
Гарц (нем. Garz/Rügen [ˈɡaʁts]) — город в Германии, в земле Мекленбург-Передняя Померания. Расположен в южной части острова Рюген.
Входит в состав района Рюген. Подчиняется управлению Берген-ауф-Рюген. Население составляет 2210 человек (2012). Занимает площадь 65,44 км². Официальный код — 13 0 61 011.
До 1168 года здесь стоял славянский замок Кореница. Название города Гарц, предположительно, происходит от славянского слова гард — крепость.

## Достопримечательности
- Церковь Святого Петра, построенная в середине XIV века в готическом стиле.
- Дом, в котором родился писатель Эрнст Мориц Арндт.
- Музей Эрнста Морица Арндта.
- Стена славянской крепости.
- Старые городские дома.

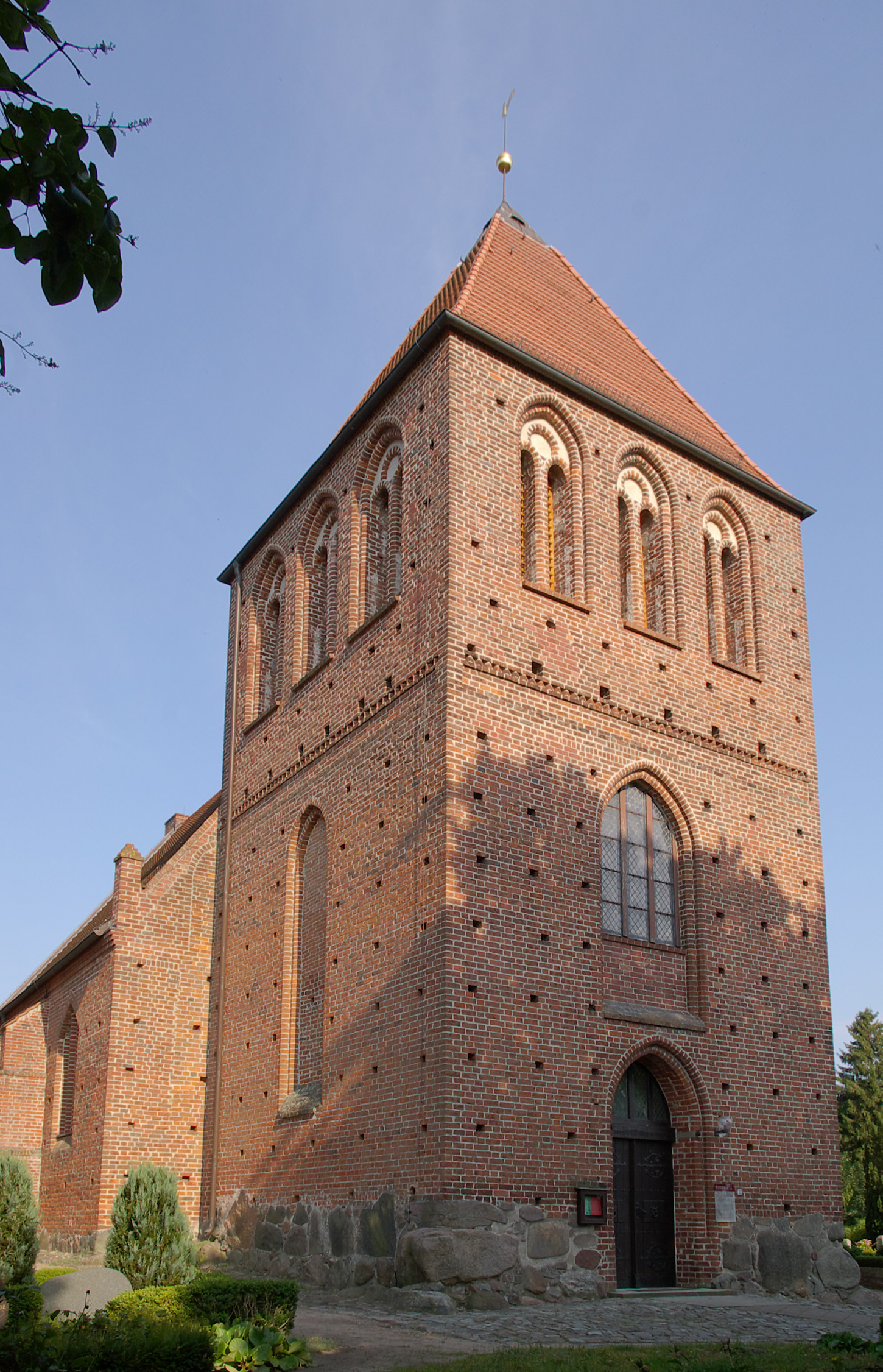
Церковь Святого Петра
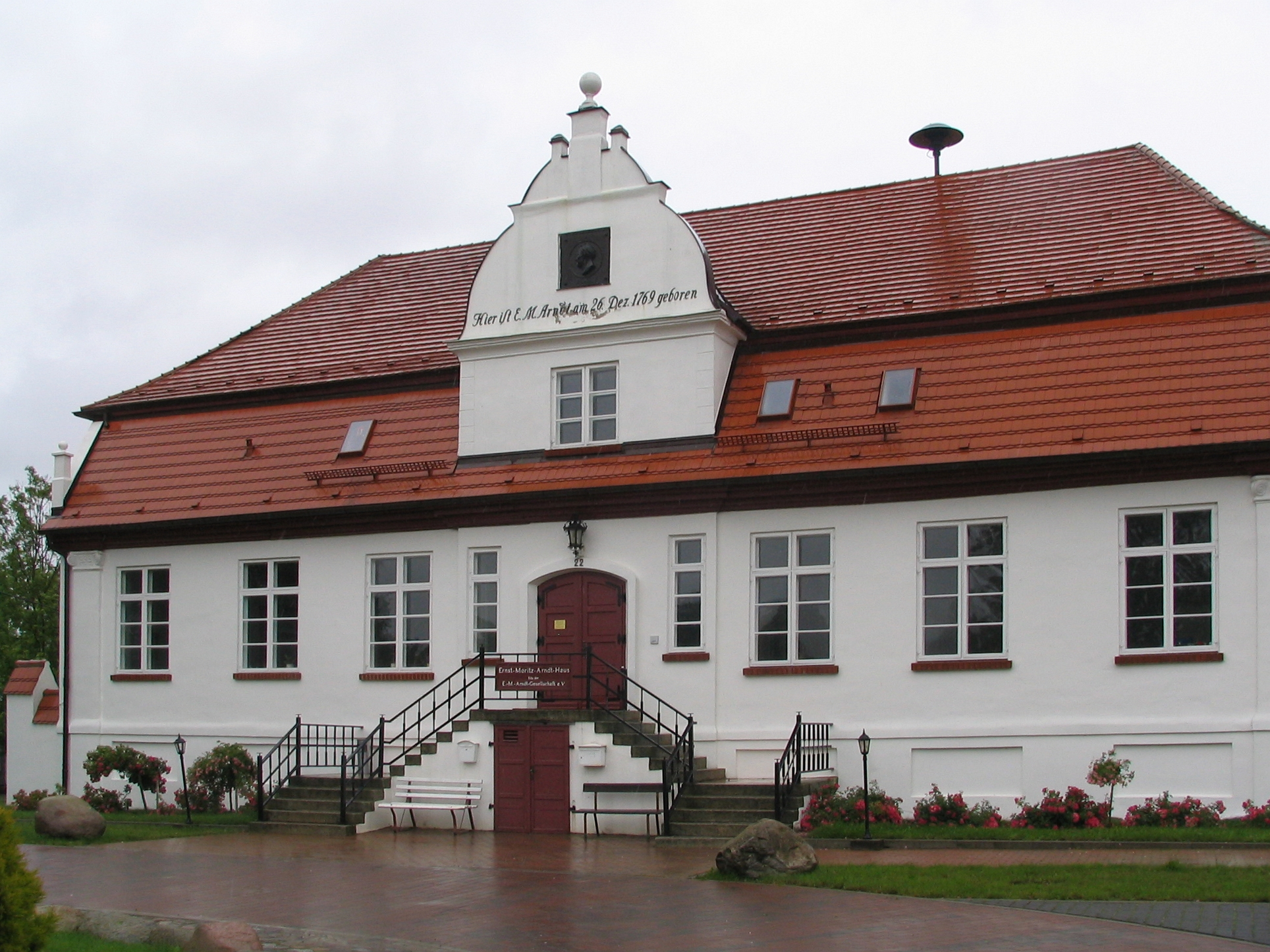
Дом, в котором родился писатель Эрнст Мориц Арндт